# Liste der Biografien/Amo
Liste der Biografien |
Portal Biografien |
Personensuche
# |
A |
B |
C |
D |
E |
F |
G |
H |
I |
J |
K |
L |
M |
N |
O |
P |
Q |
R |
S |
T |
U |
V |
W |
X |
Y |
Z |
?
 
Aa |
Ab |
Ac |
Ad |
Ae |
Af |
Ag |
Ah |
Ai |
Aj |
Ak |
Al |
Am |
An |
Ao |
Ap |
Aq |
Ar |
As |
At |
Au |
Av |
Aw |
Ax |
Ay |
Az
 
Ama |
Amb |
Amc |
Amd |
Ame |
Amf |
Amg |
Amh |
Ami |
Amj |
Amk |
Aml |
Amm |
Amn |
Amo |
Amp |
Amr |
Ams |
Amt |
Amu |
Amw |
Amy |
Amz
Die Liste der Biografien führt alle Personen auf, die in der deutschsprachigen Wikipedia einen Artikel haben. Dieses ist eine Teilliste mit 219 Einträgen von Personen, deren Namen mit den Buchstaben „Amo“ beginnt.

## Amo
- Amo, deutscher Rapper mit kurdischen Wurzeln
- Amo, Anton Wilhelm, afrodeutscher Philosoph und WissenschaftlerAnton Wilhelm Amo

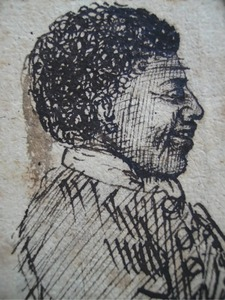
Anton Wilhelm Amo

- Amo, Celina del (* 1972), deutsche Tierärztin
- Amo, Gabe (* 1987), US-amerikanischer Politiker
- Amo, Miguel Ángel de (* 1985), spanischer Volleyball- und Beachvolleyballspieler
- Amo, Pablo (* 1978), spanischer Fußballspieler
- Amō, Ryōsuke (* 1983), japanischer Fußballspieler
- Amo-Dadzie, Eugene (* 1992), britischer Sprinter

### Amoa
- Amoa, Kena (* 1970), deutscher Moderator, Autor, Redakteur und Reporter
- Amoah, Charles (* 1975), ghanaischer Fußballspieler
- Amoah, Johnson (* 1940), ghanaischer Dreispringer
- Amoah, Joseph Paul (* 1997), ghanaischer Sprinter
- Amoah, Matthew (* 1980), ghanaischer Fußballspieler
- Amoah, Patrick (* 1986), schwedischer Fußballspieler
- Amoah, Winfred (* 2000), österreichischer Fußballspieler
- Amoah-Ntim, Patrick (* 1941), ghanaischer Diplomat
- Amoah-Tetteh, Basilea (* 1984), ghanaische Fußballspielerin
- Amoako, Helena (* 1975), ghanaische Sprinterin
- Amoako, Kofi (* 2005), deutsch-ghanaischer Fußballspieler
- Amoako-Ackah, Jedidiah (* 1991), ghanaisch-britischer Bahnradsportler
- Amoakohene, Margaret (* 1960), ghanaische Kommunikationswissenschaftlerin, Diplomatin und Hochschullehrerin
- Amoateng, Kwame (* 1987), schwedischer Fußballspieler

### Amoc
- Amoc (* 1984), finnisch-samischer Rapper

### Amod
- Amodei, Dario (* 1983), US-amerikanischer KI-Forscher und UnternehmerDario Amodei (* 1983)

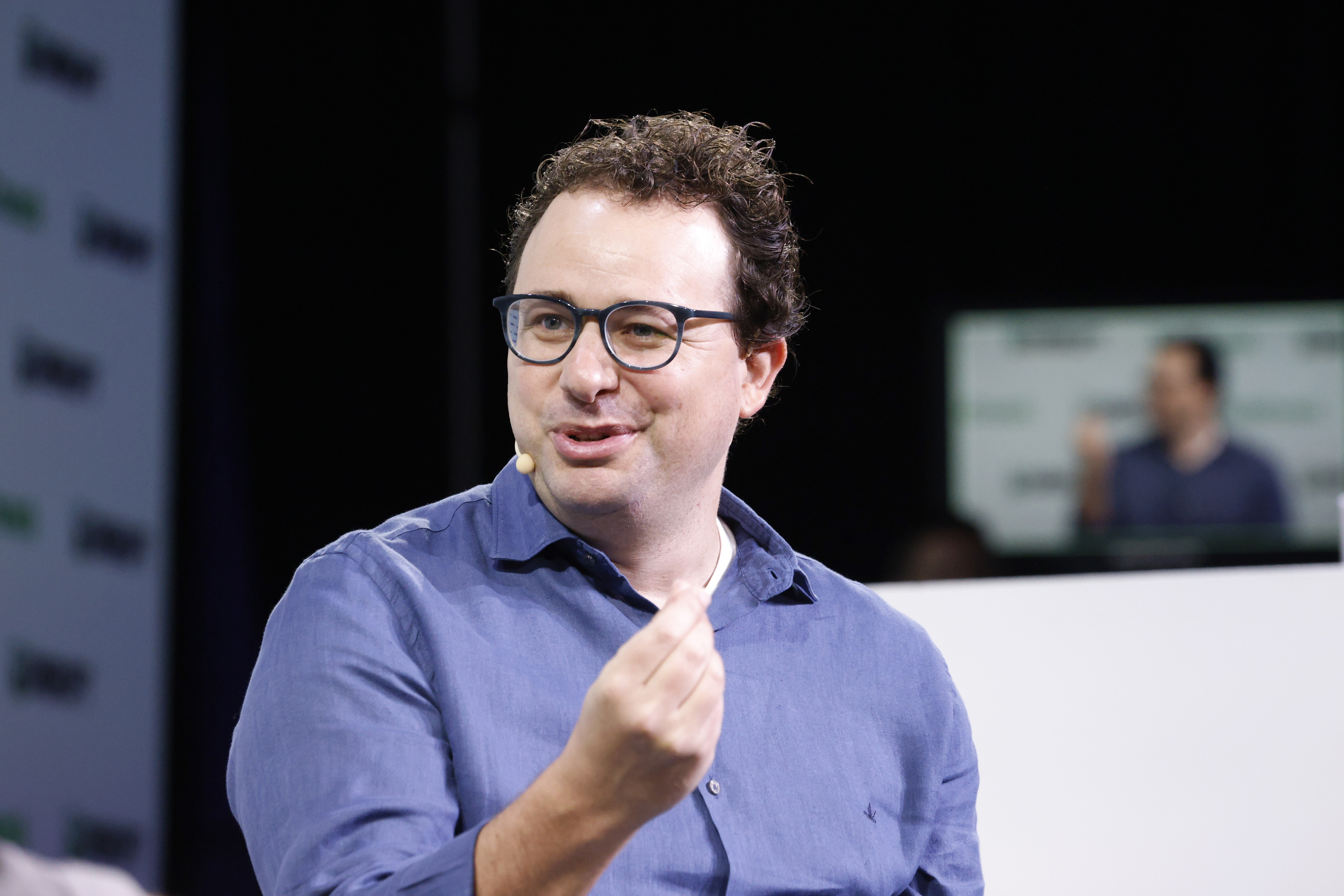
Dario Amodei (* 1983)

- Amodei, Mark (* 1958), US-amerikanischer Politiker der Republikanischen Partei
- Amodeo, Federico (1859–1946), italienischer Mathematikhistoriker
- Amodeo, Immacolata (* 1961), italienische Literaturwissenschaftlerin
- Amodeo, Mike (* 1952), italo-kanadischer Eishockeyspieler
- Amodio, Florent (* 1990), französischer Eiskunstläufer
- Amodio, Nicolás (* 1983), uruguayischer Fußballspieler
- Amodio, Paolo (* 1973), luxemburgischer Fußballspieler
- Amodu, Shaibu (1958–2016), nigerianischer Fußballspieler und -trainer

### Amoe
- Amoëdo y Valdes, Oscar (1863–1945), kubanischer Arzt und Zahnarzt
- Amoêdo, João (* 1962), brasilianischer Politiker
- Amoedo, Rodolfo (1857–1941), brasilianischer Maler
- Amoenus, antiker römischer Toreut

### Amof
- Amofa-Antwi, Pia (* 1995), deutsche Schauspielerin und Fußballspielerin

### Amoj
- Amojan, Roman (* 1983), armenischer Ringer
- Amojo, Ireti (* 1990), deutsche Basketballspielerin

### Amok
- Amokachi, Daniel (* 1972), nigerianischer Fußballspieler
- Amokow, Wladimir Borissowitsch (* 1944), russischer Künstler

### Amol
- Amolofo, Elizabeth (* 1981), ghanaische Leichtathletin

### Amon
- Amon, König von Juda
- Amon Amonsen, Tina (* 1979), deutsche SchauspielerinTina Amon Amonsen (* 1979)

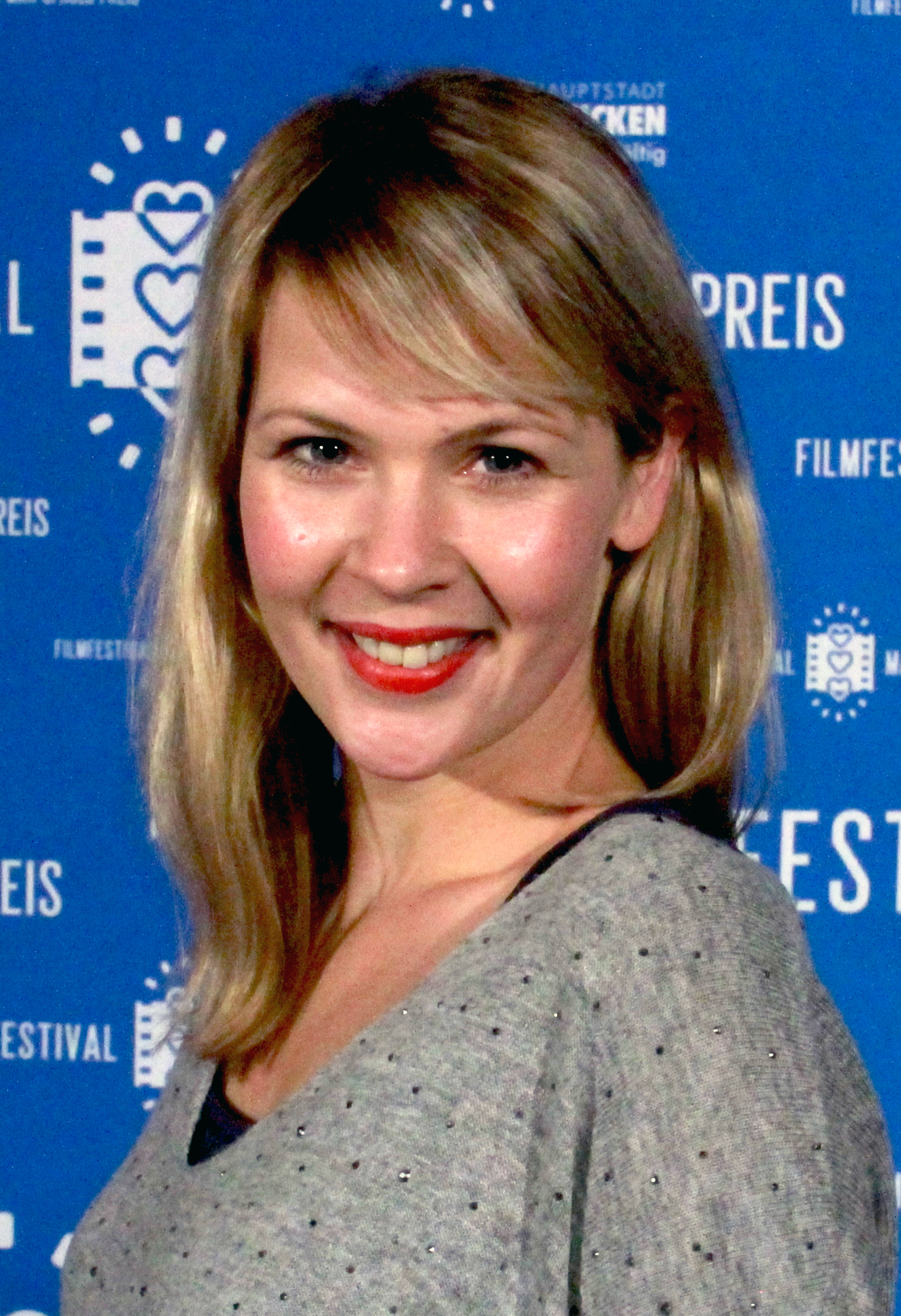
Tina Amon Amonsen (* 1979)

- Amon von Toul, Heiliger; Bischof; Einsiedler
- Amon, Angelika (1967–2020), österreichische Biologin
- Amon, Anton (1862–1931), österreichischer Sänger des Wienerlied, Theater- und Stummfilmschauspieler sowie Landschaftsmaler
- Amon, Blasius († 1590), österreichischer Sänger und Komponist
- Amon, Carl (1798–1843), österreichischer Maler
- Amon, Chris (1943–2016), neuseeländischer AutorennfahrerChris Amon (1943–2016)

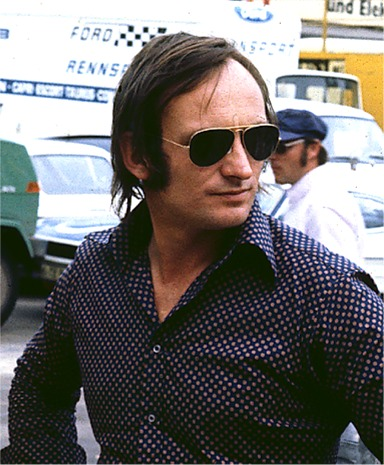
Chris Amon (1943–2016)

- Amon, Cristiano (* 1970), brasilianischer Elektroingenieur und Manager
- Amon, Cristina, Maschinenbauingenieurin
- Amon, Franz (1896–1967), Arzt und Hochschullehrer
- Amon, Johannes (1763–1825), deutscher Komponist und Musikverleger
- Amon, Karl (1920–1995), österreichischer Politiker (ÖVP), Landtagsabgeordneter
- Amon, Karl (1924–2017), österreichischer römisch-katholischer Kirchenhistoriker
- Amon, Karl (* 1949), österreichischer Radio- und Fernsehjournalist
- Amon, Liliana (1892–1966), österreichische Schriftstellerin und Inspirationsfigur
- Amon, Michael (1954–2018), österreichischer Schriftsteller, Dramatiker und Essayist bzw. Feuilletonist
- Amon, Placidus (1700–1759), österreichischer Benediktiner und Philologe
- Amon, Reinhard (* 1960), österreichischer Musikwissenschaftler und Autor
- Amon, Rosalia (1825–1855), österreichische Malerin
- Amon, Rudolf (1891–1964), österreichischer Zoologe und Jagdwissenschaftler
- Amon, Werner (* 1969), österreichischer Politiker (ÖVP) und Abgeordneter zum NationalratWerner Amon (* 1969)

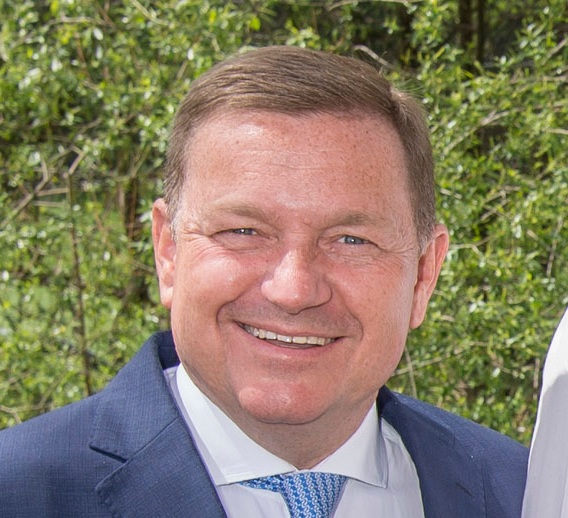
Werner Amon (* 1969)

- Amonat, Bendix (* 1980), deutscher Musiker und Komponist
- Amonat, Camares (* 1994), deutsche Schauspielerin
- Amonat, Reinhold (1926–2010), deutscher Politiker (SPD), MdA
- Amonatow, Farruch (* 1978), tadschikischer Schachspieler
- Amondarain, Maximiliano (* 1993), uruguayischer Fußballspieler
- Amonn, Alfred (1883–1962), österreichischer Ökonom
- Amonn, Erich (1896–1970), Südtiroler Unternehmer und Politiker
- Amonn, Walther (1898–1989), italienischer Unternehmer, Mäzen und Politiker (Südtirol)
- Amonoo-Neizer, Eugene (* 1937), ghanaischer anorganischer Chemieprofessor und Diplomat
- Amont, Marcel (1929–2023), französischer Sänger und Schauspieler
- Amonte, Josef (1703–1753), österreichischer Maler und Freskant
- Amonte, Tony (* 1970), US-amerikanischer Eishockeyspieler und -trainer
- Amonti, Santo (* 1937), italienischer Boxer
- Amontons, Guillaume (1663–1705), französischer Physiker

### Amoo
- Amoo, Akinkunmi (* 2002), nigerianischer Fußballspieler
- Amoo, David (* 1991), englischer Fußballspieler
- Amoo, Eddy (1944–2018), britischer Soulmusiker
- Amoo, Olando, deutscher Tänzer und Choreograf
- Amoo, Seth (* 1983), ghanaisch-US-amerikanischer Sprinter
- Amoor, Matthias († 1769), niederländischer Orgelbauer
- Amoore, Edward (1877–1955), britischer Sportschütze
- Amoos, Emmanuel (* 1980), Schweizer Politiker (SP)

### Amor
- Amor von Maastricht, Person der römisch-katholischen Kirche
- Amor, Almudena (* 1994), spanische SchauspielerinAlmudena Amor (* 1994)

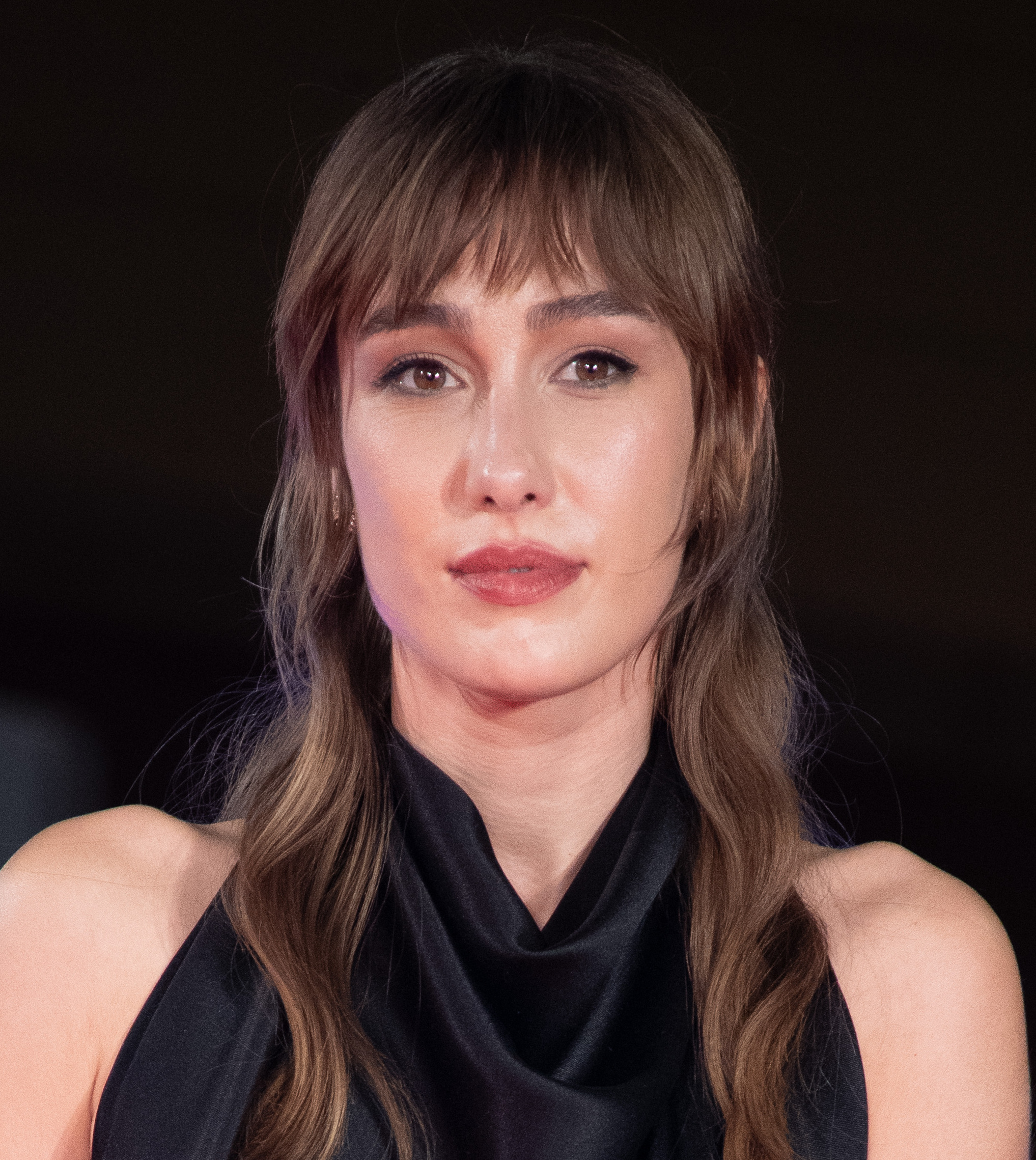
Almudena Amor (* 1994)

- Amor, Christine (* 1952), australische Schauspielerin
- Amor, Christoph J. (* 1979), italienischer katholischer Theologe und Hochschullehrer
- Amor, Daniel (* 1973), Schweizer Autor
- Amor, Emiliano (* 1995), argentinisch-syrischer Fußballspieler
- Amor, Francisco (1906–1972), argentinischer Tangosänger, Komponist und Schauspieler
- Amor, Guillermo (* 1967), spanischer Fußballspieler und -trainer
- Amor, Morin (* 1996), israelische Schauspielerin und Fernsehmoderatorin
- Amor, Pita (1918–2000), mexikanische Dichterin
- Amor, Rick (* 1948), australischer Maler, Bildhauer, Druckgrafiker und Karikaturist
- Amorai, Adi'el (* 1934), israelischer Politiker
- Amore, Alexis (* 1978), peruanische Pornodarstellerin, Pornoregisseurin und ErotikmodelAlexis Amore (* 1978)

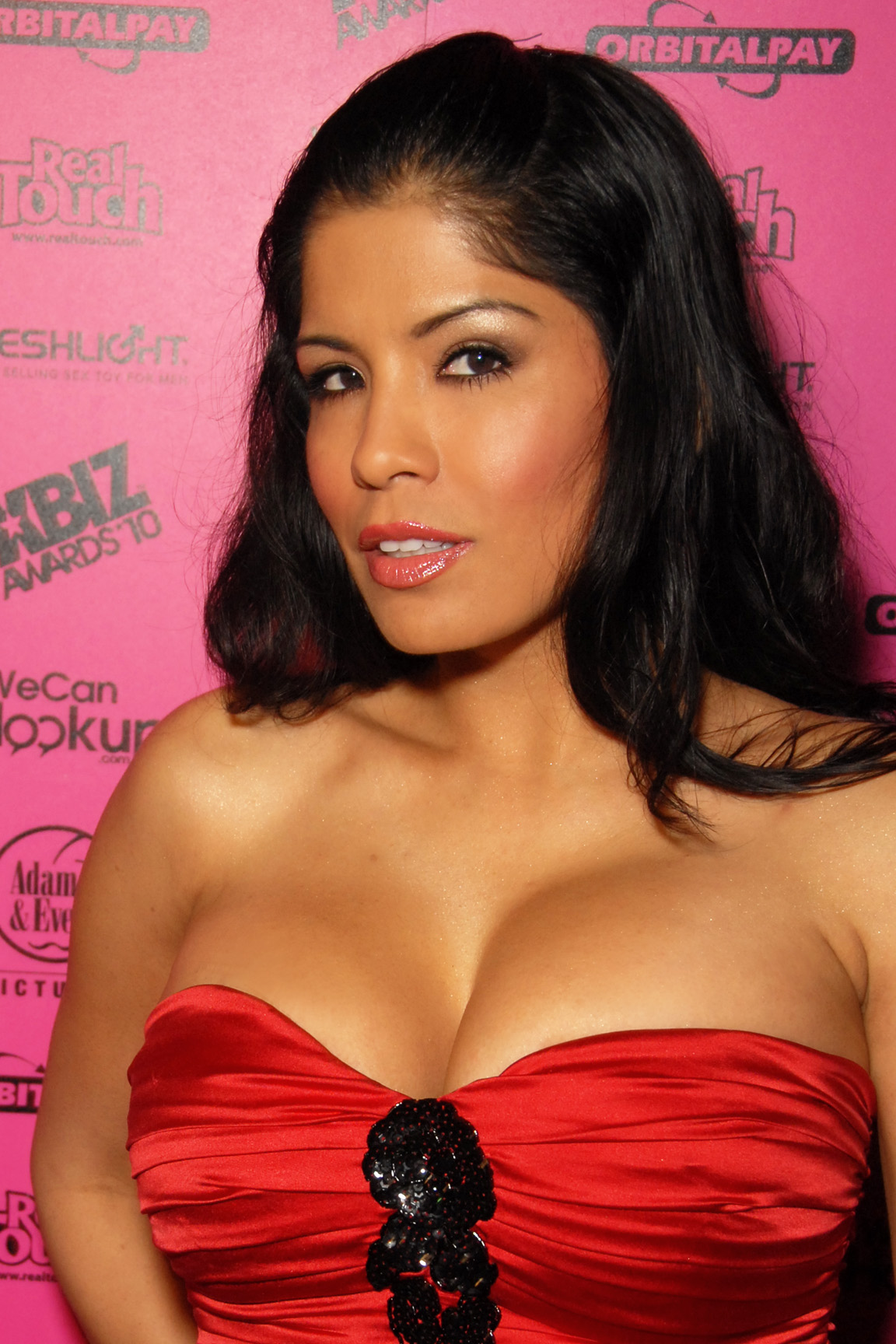
Alexis Amore (* 1978)

- Amore, Enzo (* 1986), US-amerikanischer Wrestler
- Amore, Eugenio (* 1972), italienischer Volleyball- und Beachvolleyballspieler
- Amorebieta, Fernando (* 1985), venezolanisch-spanischer Fußballspieler
- Amorelli, Igor (* 1984), brasilianischer Triathlet
- Amores, Edel (* 1998), kubanischer Sprinter
- Amores, Guillermo de (* 1994), uruguayischer Fußballspieler
- Amores, Jhonatan (* 1998), ecuadorianischer Leichtathlet
- Amores, Rosita (* 1938), spanische Künstlerin
- Amoretti, Andrea (1758–1807), italienischer Kupferstecher und Drucker
- Amoretti, Carlo (1741–1816), italienischer Gelehrter
- Amoretti, Giovanni Vittorio (1892–1988), italienischer Literaturwissenschaftler und Germanist
- Amoretti, Maria (1756–1787), italienische Juristin
- Amorevoli, Angelo (1716–1798), italienischer Opernsänger (Tenor)
- Amorges († 412 v. Chr.), Rebell in Karien
- Amorim, Adiel de Oliveira (* 1980), brasilianischer Fußballspieler
- Amorim, Américo (1934–2017), portugiesischer UnternehmerAmérico Amorim (1934–2017)

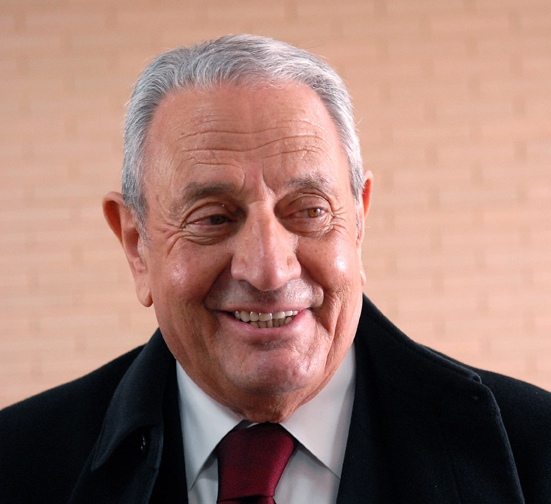
Américo Amorim (1934–2017)

- Amorim, Celso (* 1942), brasilianischer Politiker und Diplomat
- Amorim, Eduarda (* 1986), brasilianisch-ungarische Handballspielerin
- Amorim, Eduardo (* 1950), brasilianischer Fußballspieler
- Amorim, Enrique (1900–1960), uruguayischer Schriftsteller und Dichter
- Amorim, Francisco Gomes de (1827–1891), portugiesischer Schriftsteller
- Amorim, Gonçalo (1972–2012), portugiesischer Radrennfahrer
- Amorim, Luiz (* 1977), brasilianischer Straßenradrennfahrer
- Amorim, Ni (* 1962), portugiesischer Rennfahrer
- Amorim, Patrícia (* 1969), brasilianische Schwimmerin
- Amorim, Pedro (* 1958), brasilianischer Mandolinist, Gitarrist und Komponist
- Amorim, Rúben (* 1985), portugiesischer FußballspielerRúben Amorim (* 1985)

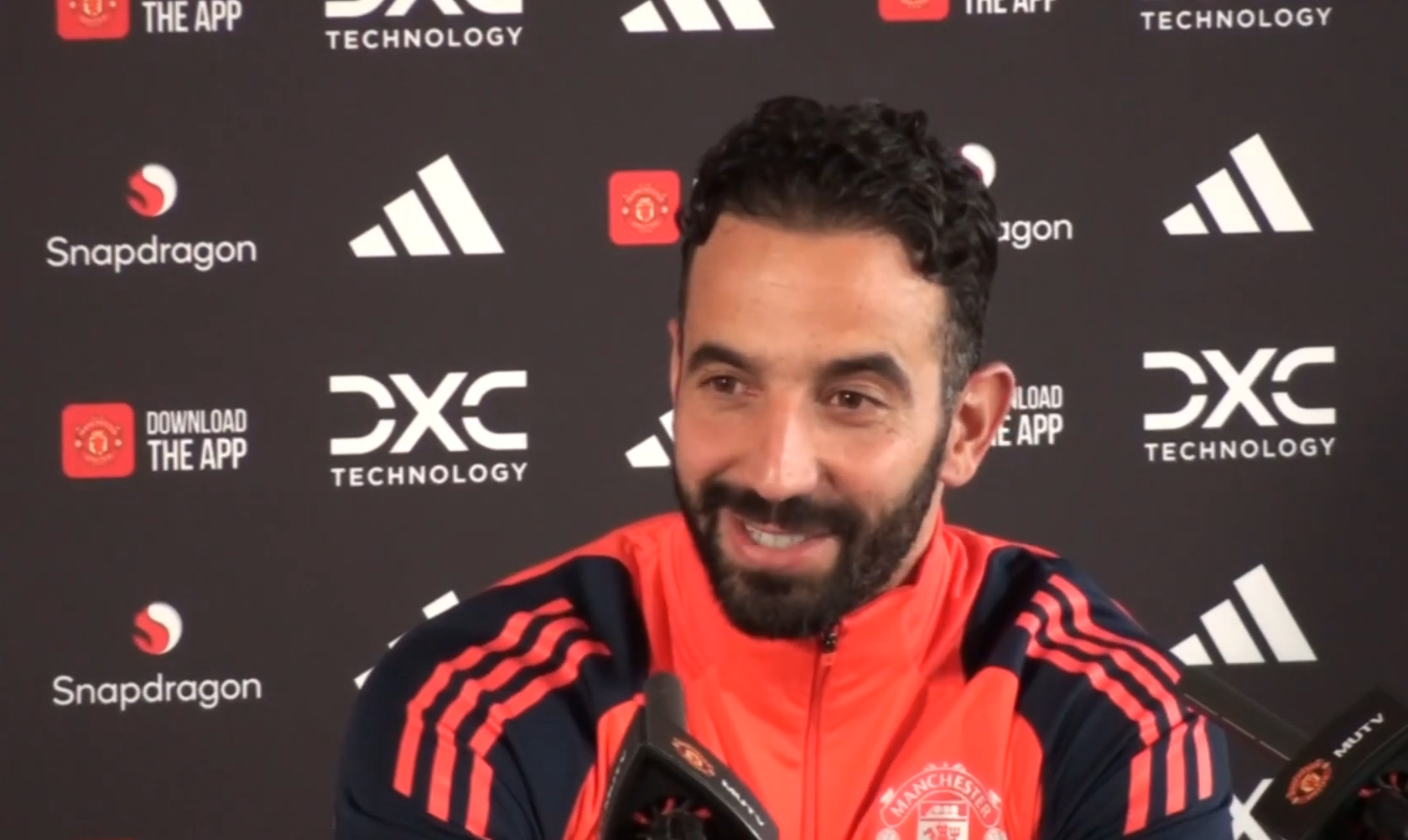
Rúben Amorim (* 1985)

- Amorim, Vicente (* 1966), brasilianischer Filmregisseur, Drehbuchautor und Filmproduzent
- Amorim, William (* 1991), brasilianischer Fußballspieler
- Amorison, Frédéric (* 1978), belgischer Radrennfahrer
- Amorn Surangkanjanajai (* 1953), thailändischer Schauspieler
- Amorn Thammanarm (* 1983), thailändischer Fußballspieler
- Amornkuldilok, Jessica (* 1985), thailändisch-deutsches Model
- Amorntep Nilnoy (* 2000), thailändischer Fußballspieler
- Amornthep Maundee (* 2002), thailändischer Fußballspieler
- Amorós Quiles, Vanesa (* 1982), spanische Handballspielerin
- Amorós, Eduardo (1943–2023), spanischer Springreiter
- Amorós, Francisco (1770–1848), Turnvater Spaniens und Frankreichs
- Amorós, Georgina (* 1998), spanische Schauspielerin
- Amoros, Manuel (* 1962), französischer Fußballspieler und -trainer
- Amorós, Miguel (* 1949), spanischer Historiker, Theoretiker und Aktivist
- Amorosi, Antonio (1660–1738), italienischer Maler des Barock
- Amorosi, Vanessa (* 1981), australische Singer-SongwriterinVanessa Amorosi (* 1981)

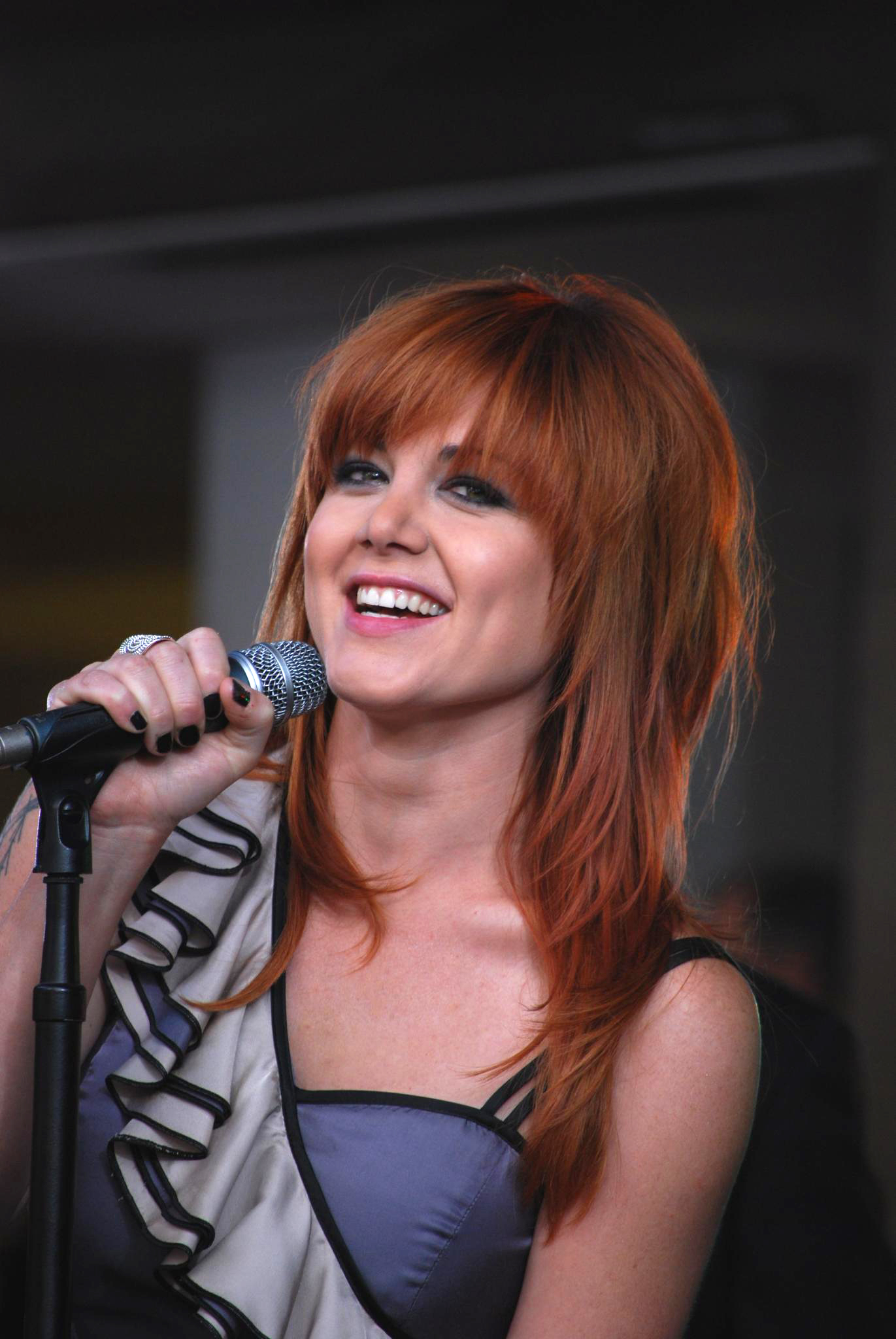
Vanessa Amorosi (* 1981)

- Amorosius, Simon, polnischer Komponist
- Amoroso, Alessandra (* 1986), italienische Popsängerin
- Amoroso, Carmine (* 1959), italienischer Drehbuchautor und Filmregisseur
- Amoroso, Domenico (1927–1997), italienischer Salesianer Don Boscos und römisch-katholischer Bischof von Trapani
- Amoroso, John († 2019), US-amerikanischer Jazzmusiker (Gesang, Trompete)
- Amoroso, Luigi (1886–1965), italienischer Mathematiker
- Amoroso, Márcio (* 1974), brasilianischer Fußballspieler
- Amoroso, Roberto (1911–1994), italienischer Filmschaffender
- Amorotti, Alice (* 1997), italienische Tänzerin
- Amort, Andrea (* 1958), österreichische Tanzkritikerin, Tanzhistorikerin, Dramaturgin, Festival- und Ausstellungskuratorin, sowie Sachbuchautorin
- Amort, Elisabeth (1924–2018), deutsche Journalistin und Buchautorin
- Amort, Eusebius (1692–1775), deutscher katholischer Theologe
- Amort, Florian (* 1992), deutscher Musikwissenschaftler, Dramaturg und Autor
- Amort, Kaspar der Ältere (1612–1675), deutscher Maler
- Amort, Vilém (1864–1913), tschechischer Bildhauer
- Amorth, Gabriele (1925–2016), italienischer römisch-katholischer Priester und ExorzistGabriele Amorth (1925–2016)

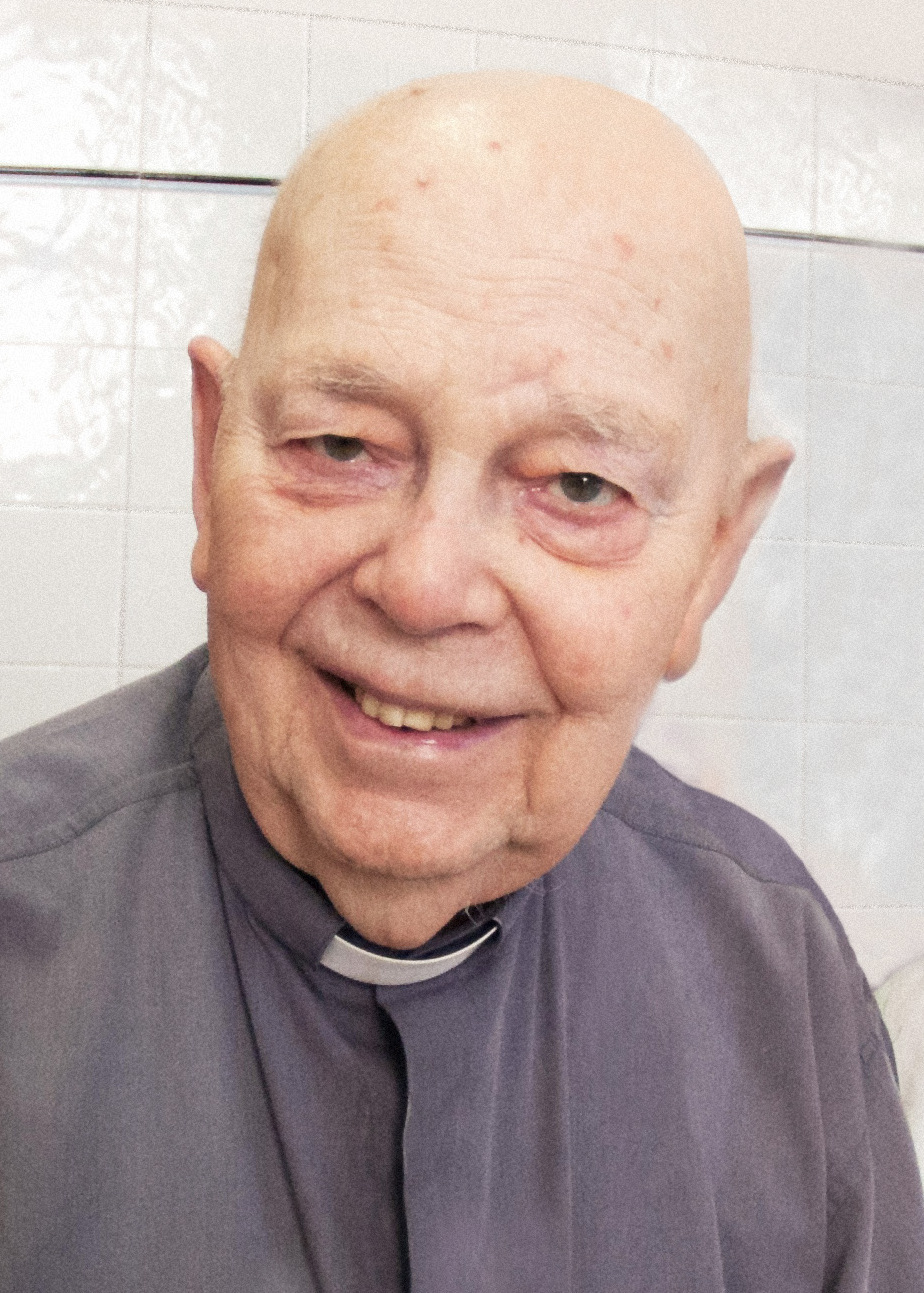
Gabriele Amorth (1925–2016)

- Amoruso, Elisa (* 1981), italienische Filmschaffende
- Amoruso, Lorenzo (* 1971), italienischer Fußballspieler
- Amoruso, Nicola (* 1974), italienischer Fußballspieler
- Amoruso, Sophia (* 1984), US-amerikanische Unternehmerin und Autorin
- Amory, G'Vaune (* 1997), Fußballspieler von St. Kitts und Nevis
- Amory, Vance (1949–2022), Premier von Nevis

### Amos
- Amos, orthodoxer Patriarch von Jerusalem (594–601)
- Amos (* 1976), deutsch-iranischer Popsänger
- Amos, Abigail (* 1996), britische Tennisspielerin
- Amos, Adrian (* 1993), US-amerikanischer Footballspieler
- Amos, Aniara (* 1974), chilenisch-deutsche Theaterregisseurin, Opernregisseurin und Choreografin
- Amos, Ben (* 1990), englischer Fußballspieler
- Amos, Emma (* 1967), britische Schauspielerin
- Amos, Heike (* 1962), deutsche Historikerin
- Amos, Hermann (1813–1873), württembergischer Politiker
- Amos, Hermann (1880–1950), deutscher Ingenieur und Baubeamter
- Ámos, Imre (* 1907), ungarischer Maler, Grafiker und Zeichner
- Amos, James F. (* 1946), US-amerikanischer General, 35. Commandant of the Marine Corps
- Amos, Jill (1927–2017), neuseeländische Politikerin der New Zealand Labour Party
- Amos, John (1939–2024), US-amerikanischer SchauspielerJohn Amos (1939–2024)

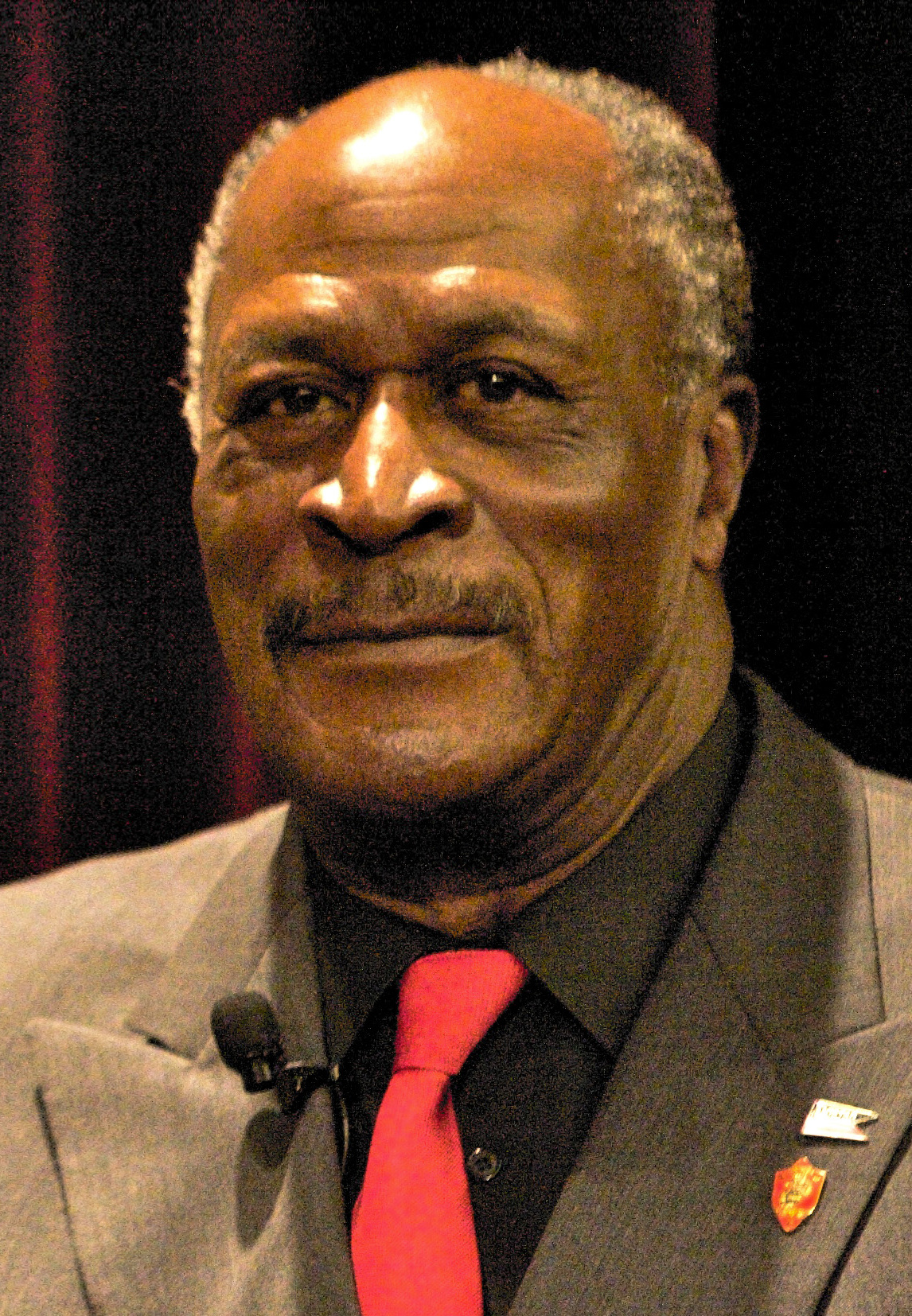
John Amos (1939–2024)

- Amos, John (* 1975), vanuatuischer Politiker
- Amos, Jonathan, britischer Filmeditor
- Amos, Keith (1932–2017), englischer Fußballspieler
- Amos, Martin John (* 1941), US-amerikanischer Geistlicher, emeritierter römisch-katholischer Bischof von Davenport
- Amos, Nijel (* 1994), botswanischer Mittelstreckenläufer
- Amos, Paul, walisischer Schauspieler
- Amos, Riley (* 2002), US-amerikanischer Radrennfahrer
- Amos, Sarah (1841–1908), englisch-britische politische Aktivistin
- Amos, Shyko (* 1990), britische Schauspielerin
- Amos, Tori (* 1963), US-amerikanische Sängerin und MusikerinTori Amos (* 1963)

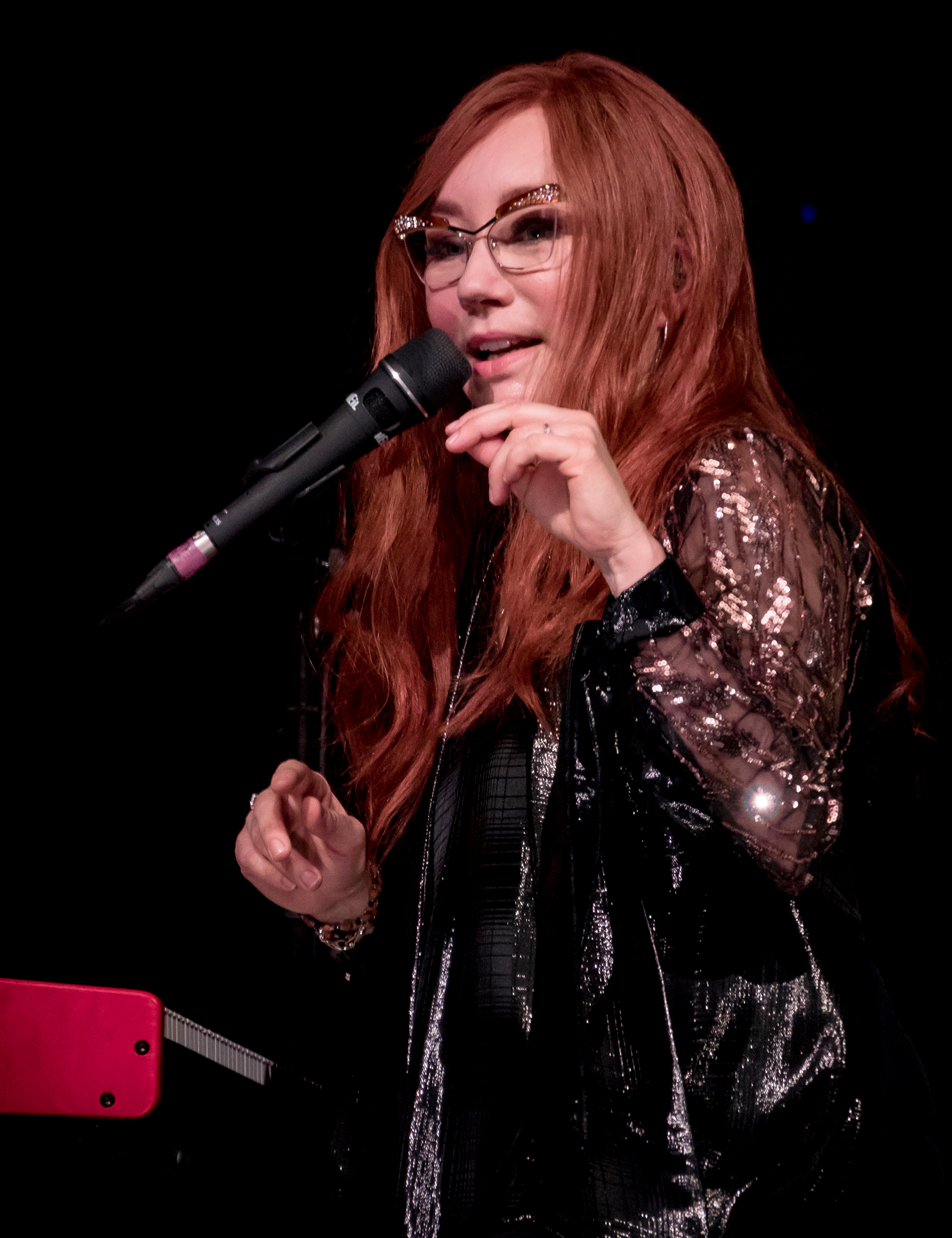
Tori Amos (* 1963)

- Amos, Valerie Ann (* 1954), britische Politikerin
- Amos, William E. (1926–2011), US-amerikanischer Psychologe und Kriminologe
- Amossow, Fjodor, russischer Seefahrer und Polarforscher
- Amossow, Iwan Afanassjewitsch (1800–1878), russischer Schiffbauer
- Amossow, Nikolai Michailowitsch (1913–2002), ukrainischer Herzchirurg, Konstrukteur und Buchautor
- Amossow, Sergei Nikolajewitsch (1837–1886), russischer Maler
- Amossowa, Sinaida Stepanowna (* 1950), russische Skilangläuferin

### Amot
- Amott, Christopher (* 1977), schwedischer Gitarrist
- Amott, Michael (* 1970), schwedischer Gitarrist

### Amou
- Amoudru, Claude, französischer Architekt
- Amoudru, Maurice Jean-Baptiste (1878–1961), französischer römisch-katholischer Bischof
- Amoudruz, Gustave (1885–1963), Schweizer Sportschütze
- Amour, Carlos Luiz d’ (1836–1921), brasilianischer Geistlicher und Erzbischof von Cuiabá
- Amour, Salmin (* 1948), tansanischer Politiker, Präsident von Sansibar
- Amoura, Mohamed (* 2000), algerischer Fußballspieler
- Amouranth (* 1993), US-amerikanische Twitch-Streamerin und YouTuberinAmouranth (* 1993)

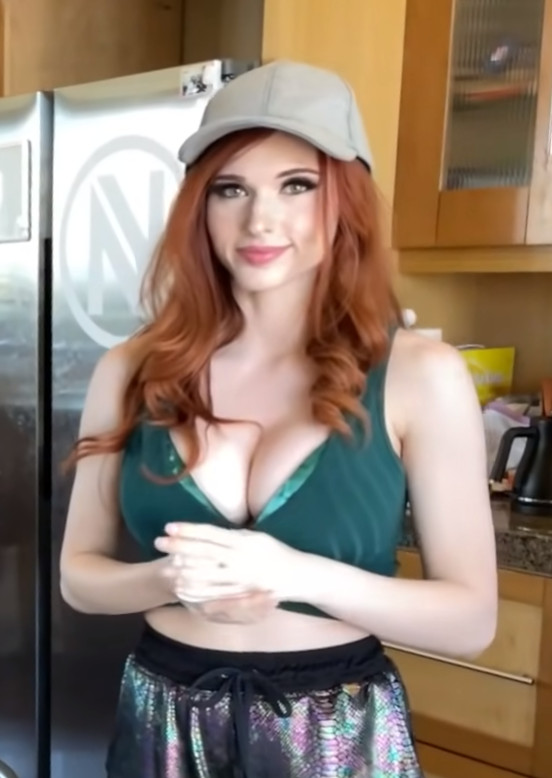
Amouranth (* 1993)

- Amourette, Michel, französischer Kunstschreiner
- Amouretti, Guy (1925–2011), französischer Tischtennisspieler
- Amoureux, Jean-Claude (* 1956), französischer Sprinter
- Amouroux, Henri (1920–2007), französischer Journalist und Schriftsteller
- Amouroux, Jean-Paul (1943–2022), französischer Jazzmusiker (Piano)
- Amoussou, Bruno (* 1937), beninischer Politiker
- Amoussou, Ralph (* 1989), französischer Filmschauspieler
- Amoussou, Romaric (* 2000), beninischer Fußballspieler
- Amoussou, Sévi (* 1985), beninischer Fußballspieler
- Amoussou, Sylvestre (* 1964), beninischer Filmschauspieler und -regisseur
- Amouzou, Gbedikpe Emmanuel (* 1954), togoischer Radrennfahrer
- Amouzou-Glikpa, Amouzou (* 1960), togoisch-deutscher Künstler

### Amoy
- Amoyal, Pierre (* 1949), französischer Violinist
- Amoyal, Revital (* 1977), israelische Fußballspielerin

### Amoz
- Amozurrutia, Iván (* 1993), mexikanischer Schauspieler